# Verbandsliga 1907-1908
L'edizione 1907-08 della Verbandsliga vide la vittoria finale del Berliner TuFC Viktoria 89.
Capocannoniere del torneo fu Willi Worpitzky (Berliner TuFC Viktoria 89), con 6 reti.

## Partecipanti
| Squadra                      | qualificata come                                        |
| VfB Königsberg               | Campione del Baltischen Rasensportverbandes             |
| VfR 1897 Breslavia           | Campione del Südostdeutschen Fußballverbandes           |
| Berliner TuFC Viktoria 89    | Campione del Verbandes Berliner Ballspielvereine        |
| FC Wacker Lipsia             | Campione del Verbandes Mitteldeutscher Ballspielvereine |
| FC Eintracht 95 Braunschweig | Campione del Norddeutschen Fußballverbandes             |
| Duisburger SpV               | Campione del Westdeutschen Spielverbandes               |
| FC Stuttgarter Kickers       | Campione del Süddeutschen Fußballvereins                |
| Freiburger FC                | Detentore del titolo                                    |

## Fase finale

### Quarti di finale
| Freiburger FC | 2 – 5 | FC Stuttgarter Kickers |

| VfR 1897 Breslavia | 1 – 3 | FC Wacker Lipsia |

| VfB Königsberg | 0 – 7 | Berliner TuFC Viktoria 89 |

| FC Eintracht 95 Braunschweig | 0 – 1 | Duisburger SpV |

una prima partita, disputata il 3 maggio 1908 tra Freiburger FC e FC Stuttgarter Kickers, e terminata 1-0 per il Freiburger FC, venne annulltata dalla Deutscher Fußball-Bund

### Semifinali
| FC Wacker Lipsia | 0 – 4 | Berliner TuFC Viktoria 89 |

| FC Stuttgarter Kickers | 5 – 1 | Duisburger SpV |

### Finale
| Berliner TuFC Viktoria 89 | 3 – 1 | FC Stuttgarter Kickers |

## Verdetti
- Berliner TuFC Viktoria 89 campione dell'Impero Tedesco 1907-08.